# フィリピンの服飾
フィリピンの服飾では、フィリピンでの衣装と歴史について記述する。フィリピンの国土は、大小7107の島々からなり、気候は年中高温多湿の熱帯モンスーン気候である。そこに約80の民族が住んでいること、またスペイン・アメリカの支配下にあったことから、その服装の文化や歴史は多様である。大別すると、伝統的な少数民族の衣装と、スペイン・アメリカの植民地時代に欧米化された衣装に分けることができる。

## 伝統的衣装
伝統的な民族の衣装は、フィリピンの先住少数民族に伝わる「伝統染織」で作られた衣装である。少数民族の染織は、それぞれの民族の生活文化と深く関係しており、特に儀礼の時には重要不可欠なものである。

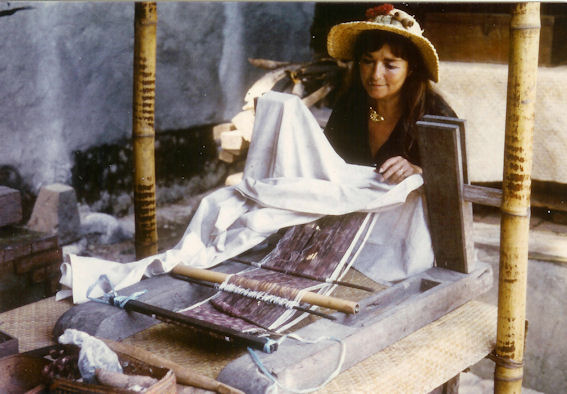
バック・ストラップ織機を使用している女性、織機が白い布で保護されている。1982年撮影

フィリピンの伝統織物は、「バック・ストラップ織機(Back-Strap Loom)」または「バック・テンション織機(Back-Tension Loom)」という作業台の無いシンプルな織機を使用して作られ、「バック・ストラップ織」と呼ばれる。各民族によって、素材、柄、色、技法が異なり、古くから女性の仕事として、各民族・家族ごとに受け継がれている。

### ルソン島北部山岳民族の衣装
ベンゲット、ボントック、イフガオ州からカリンガ-アパヤオ州には、ボントック族、イフガオ族、カンカナイ族、イバロイ族、カリンガ族、イテゥネグ(ティンギャン)族、アパヤオ(イスネグ)族などの少数民族が住んでいる。
どの民族も古くは、女性は上半身裸で、入れ墨、宝石、ビーズのネックレスなどを身に着け、寒い時には絣織や縞織のジャケットを着ていた。カリンガ族などは、縞織の服にビーズや貝の飾りを付けた。下半身は、各部族ごとに特色のある染織布で作った巻きスカートを履く。形は主に長方形で、色柄で部族を区別することができた。
イフガオ族の女性のスカートは、濃紺(または黒)・赤・白のストライプ織や、草木で染めた絣織などで、男性は赤・黒のストライプ織の褌をつけ、上半身は裸で装飾品を身に着けていた。葬儀の時には、厚い濃紺地に白の絣で、家やトカゲ(守り神とされる。)、木などを染め抜いたものや、赤・濃紺のストライプと柄入りのブランケットを用いていた。
カリンガ族の女性のスカートは、赤・濃紺・黄色のストライプ織に、赤・緑・黄色などの糸で刺しゅうしたものや、正装では真珠貝のビーズで装飾したものがある。

### ミンドロ島山地民族の衣装
ミンドロ島南部の山岳に住むハヌノオ・マンヤン族は、インドの影響を受けた魔除けの十字柄を刺しゅうした紺または白地のブラウスに、フィリピンでは珍しい藍染めの縞柄のスカートを履く。

### ミンダナオ島の衣装
ミンダナオ島の民族は、山地に住む精霊宗教を信仰する民族とイスラム教を信仰するイスラム系の民族に大別できる。

#### 精霊宗教信仰民族
ティボリ族、マンダヤ(マンサカ)族、ビラアン族、バゴボ族など15前後の民族は、スペインの植民地政策によるキリスト教や南からのイスラム教の影響を受けず、伝統的な土着の宗教を信仰し、互いに似た文化を持っている。その民族衣装は、無病息災の祈りが込められ、手間をかけた技術的に優れたものが多い。特に女性のブラウスは、真珠貝のスパンコールを多数つけたものや、ティボリ族、マンダヤ族、バゴボ族などのクロス・ステッチの刺しゅうなど非常に美しいものがある。

#### イスラム系民族
マギンダナオ族、マラナオ族の女性は、絹または木綿で作られたマロンという多様な筒衣を着ており、男性もズボンの上から着用する。タウスグ族は、綿で織られたピスという左右対称柄の正方形の織物で作られた衣装を着用する。ピスは主に男性のサッシュやスカーフ、儀礼用などで着用され、その作成は熟練を要し、小さいものを作るのに3～4週間を要する。現在では、織ることができる者が限られ、製法の簡易化が進み伝統的なものは廃れつつある。
ヤカン族の女性は、ズボンを着用し、その上から短く美しい柄の巻スカートで着飾り、金属のボタンを付けた黒地のブラウスを着用する。

## 欧米化された衣装

### 女性の服飾

#### スペイン統治時代の衣装
スペインの統治が始まった100年は、まだフィリピンの女性の衣装に大きな変化はなかった。交易でスペイン・メキシコから渡ってきたスペイン人女性の影響を受けて、ファッションの変化が始まった。それまでの一枚布の巻きスカートは、16世紀末のルネッサンス時代に流行した、ボリュームのある長い裾のあるサヤと呼ばれるスカートに変化した。長い袖にカフスが折り返った、パイナップルの繊維に刺しゅうを入れたブラウスであるカミサが女性の新しいファッションとなった。スカートの上からタピスを巻くことが流行し、タピスにどれだけ費用をかけることができるかでその女性の裕福さがわかるほどであった。19世紀の典型的なスタイルとして、カミサに大きなネッカチーフ、パニュエロを肩から腰まで広がるようにかけ、前中央をブローチで留めていた。
1870年代には、ホセ・リサールの小説「ノリ・メ・タンヘレ」のヒロインの名前であるマリア・クララ(Maria Clala)と呼ばれる装いが大流行した。カミサとパニュエロにより繊細な刺しゅうを施し、カミサはたっぷりギャザーをとった幅広の袖となり、パニュエロは首回りから肩にかけてゆったりと覆うデザインであった。
1880年代には、スカートも変化し、重いサテンの生地を使用し、二色の組み合わせを何枚も接ぎあわせたものが主流となったが、枚数の流行はだんだん減っていき、スカートの後ろから突き出るようなコーラ(cola)という長い裾が流行し、鳩の尾の羽根に似ることからラ・パロマ(la paloma)とも呼ばれた。
19世紀末になると、スカートはヨーロッパの流行に影響され、より細く、すっきりとなり、裾が長くなり、廃れていたタピスが復活し始めた。

#### アメリカ統治時代の衣装
1860年代のフィリピン独立革命時は、贅沢な装飾が避けられ、質実な服飾が求められたが、アメリカの統治下になると、自由な気風の中で、若い女性の服装にも大きな変化が起こった。ブラウスは短く、スカートも布が小さく活動的なデザインとなり、全体に細くなっていった。その後、スペイン語で「釣り合いのとれた」を意味するテルノ(Terno)という、ブラウスとスカートに同じ素材・色の布を使用したワンピースのような服(ただし、当初は上下で分かれている。)が生まれた。1920年代に、蝶の羽根を模したデザインの袖「バタフライ・スリーブ」が生まれ、テルノには欠かせないものとなった。
1930年代中期になり、ファスナーが登場し、ワンピースが誕生した。1935年にファニータ・ミナ・ロアが取り外しできるバタフライ・スリーブ付きテルノを紹介した。以後、バタフライ・スリーブは、アームホールに縫い付けるようになった。

#### 日本統治時代と戦後の衣装
1940年代前半に日本統治下に入ると、テルノは見られなくなり、戦時には生活環境が悪化して、ファッションが低迷した。戦後、フィリピン共和国が独立するとテルノも復活した。
1940年代末にはテルノは様々に変化し、バタフライ・スリーブが片袖だけのものや取り外し可能なもの、アームホールに沿って細い紐で取り付けるようにしたものが存在した。
1960年代初期には、キモナ(Kimona)という、短いブラウスをスカートの上にかぶせるように着るスタイルが流行した。これにはバタフライ・スリーブはついておらず、どんなスカートにも合わせることができた。1960年代後期になるとパニュエロは時代遅れとなり、廃れた。

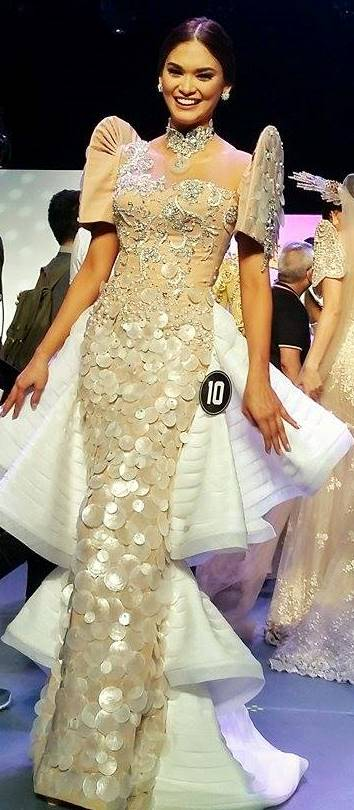
現代におけるテルノの例、2015年にスマート・アラネタ・スタジアムで行われたビニビニング・フィリピナス2015ファッションショーに出場したピア・アロンゾ・ウルツバッハ

1970年代以降のバタフライ・スリーブは、小さくなり、当時のイメルダ・マルコス大統領夫人の好みであったことから「イメルダ・スリーブ」とも呼ばれた。テルノを誇りに思ったイメルダは、バゴン・アニヨ（ニュー・ファッションの意）というプロジェクトを起こし、1975年に女性のナショナルコスチュームに制定するなどテルノの存在を高めようとした。

### 男性の服飾
男性の服飾も女性同様、スペインや中国、イスラムの影響を受けて変化していった。旧来は、民族ごとに様々な衣装を着用し、バハグという褌か、サルワルというズボンを履いていた。
天然繊維を素材として全体に刺しゅうを施したバロン・タガログは、1972年のマルコス政権で男性のナショナルコスチュームに制定された。